# Frederickena
Frederickena – rodzaj ptaków z rodziny chronkowatych (Thamnophilidae).

## Występowanie
Rodzaj obejmuje gatunki występujące w Ameryce Południowej.

## Morfologia
Długość ciała 19–23 cm, masa ciała 65–85 g.

## Systematyka

### Nazewnictwo
Nazwa rodzajowa upamiętnia Fredericka Vavasoura McConnella (1868–1914) – angielskiego ornitologa, kolekcjonera i podróżnika po Gujanie Brytyjskiej.

### Podział systematyczny
Gatunkiem typowym jest Thamnophilus viridis (= Frederickena viridis). Do rodzaju należą następujące gatunki:
- Frederickena viridis (Vieillot, 1816) – mrówkodzierzb czarnogardły
- Frederickena unduliger (von Pelzeln, 1868) – mrówkodzierzb falisty
- Frederickena fulva J.T. Zimmer, 1944 – mrówkodzierzb czubaty.